# Parkin (bizcocho)
El Parkin es un pastel de jengibre elaborado tradicionalmente con harina de avena y melaza negra, originario del norte de Inglaterra. A menudo se asocia con Yorkshire, pero está muy extendido y es popular en otros lugares, sobre todo en Lancashire. El Parkin se hornea hasta obtener un pastel duro, pero con el reposo se vuelve húmedo e incluso a veces pegajoso. Existen diferencias regionales; por ejemplo, en Hull y Yorkshire Oriental tiene una textura más seca y parecida a la de las galletas que en otras zonas, mientras que en Lancashire suele elaborarse con sirope dorado, en lugar de la melaza que se utiliza en otros lugares. El Parkin se come tradicionalmente en la noche de Guy Fawkes, el 5 de noviembre, y cuando se celebra el "Día de Yorkshire", el 1 de agosto. Pero también se consume durante los meses de invierno. Se hornea comercialmente en todo Yorkshire, pero en otras zonas es principalmente un producto doméstico.

## Etimología
Se desconoce el origen de la palabra parkin. La primera referencia fechada publicada sobre el parkin se recogió en 1728 en las West Riding of Yorkshire Quarter Sessions, cuando Anne Whittaker fue acusada de robar avena para hacer parkin. El maestro de escuela y poeta de Lancashire Tim Bobbin describe en 1740 el pastel de tharf, reconocible como parkin. Un posible uso más antiguo de parkin se encuentra en la balada del siglo XVII "The song of Arthur O'Bradley" que pretende describir una alegre boda de la época de Robin Hood (siglo XIV).
El pastel tharf es de origen teutónico antiguo, ya que tharf o theorf significaba "sin levadura, sin fermentar, sólido duro o empapado" en inglés antiguo. John Wycliffe, en su traducción de la Biblia de 1389 (Mark Ch.14.v. 1), llama al pan ácimo "tharf loove".

## Historia
El parkin es prácticamente desconocido en el sur de Inglaterra. Se come en una zona donde la avena era el cereal básico de los pobres, en lugar del trigo. Está estrechamente relacionado con el tharf cake, un pastel sin azúcar que se cocina a la plancha en lugar de hornearse. La época tradicional del año en la que se preparaban los tharf cakes era justo después de la cosecha de avena, en la primera semana de noviembre. En ocasiones festivas, el pastel se endulzaba con miel. En el siglo XVII (hacia 1650) se empezó a importar azúcar de Barbados, y la melaza era un subproducto del proceso de refinado. La melaza fue utilizada por primera vez por los boticarios para elaborar una medicina, la theriaca, de cuyo nombre deriva la palabra melaza. A medida que la melaza se hizo abundante, o treacle como pasó a llamarse en aquella época, fue sustituida por la miel en la preparación de las tortas de tharf.
En el norte de Europa, la miel se utilizaba como medicina, para pasteles festivos y para hacer hidromiel; antes de 1750, el dulzor no era una característica de la comida cotidiana. Los pasteles de miel tenían un significado festivo especial. Se horneaban para que estuvieran duros, pero tras almacenarlos un par de semanas recuperaban su humedad volviéndose blandos e incluso pegajosos. La melaza tiene propiedades higroscópicas. Los Lebkuchen y Pfefferkuchen alemanes eran otros ejemplos de panes de jengibre higroscópicos. También se horneaban duros en verano y se dejaban humedecer para consumirlos en Navidad.
Aunque parkin y tharf cake parecen ser sinónimos, todos los parkins eran generalmente pasteles dulces de tharf.

### Tarta Tharf
Parkin y tharf cake se utilizaban indistintamente en Lancashire y South Yorkshire hasta 1900. A lo largo de 500 años, la receta y el sabor de estos pasteles han cambiado considerablemente. Era la comida de los pobres. Los hornos eran raros en las casas de los pobres, y generalmente no tenían acceso a panaderos públicos antes de la década de 1820, por lo que los pasteles se cocinaban en planchas o bakestones sobre un fuego abierto. El mejor parkin se hacía con avena fresca, lo que fija la fecha en torno a la primera semana de noviembre.

## Ingredientes
Los principales ingredientes de un Yorkshire Parkin son harina de avena, harina, melaza negra (similar a la melaza), grasa (tradicionalmente manteca de cerdo, pero las recetas modernas utilizan mantequilla, margarina o aceite de colza) y jengibre. La harina de avena y el sirope dorado suelen considerarse rasgos distintivos del parkin de Lancashire, mientras que el de Yorkshire se elabora con melaza y azúcar moreno blando.
En Inglaterra, la harina utilizada en el parkin es autolevadura y contiene una pequeña cantidad de agente leudante químico. Si no se dispone de ella, o si la proporción de harina de avena es elevada, es imprescindible añadir un agente leudante, por ejemplo levadura en polvo o una mezcla de bicarbonato sódico y crémor tártaro.
Una de las principales características del parkin es que conserva bien su textura. Se hornea para que esté duro, pero tras guardarlo en una lata o caja sellada durante varios días, vuelve a estar blando, la textura que se pretende.

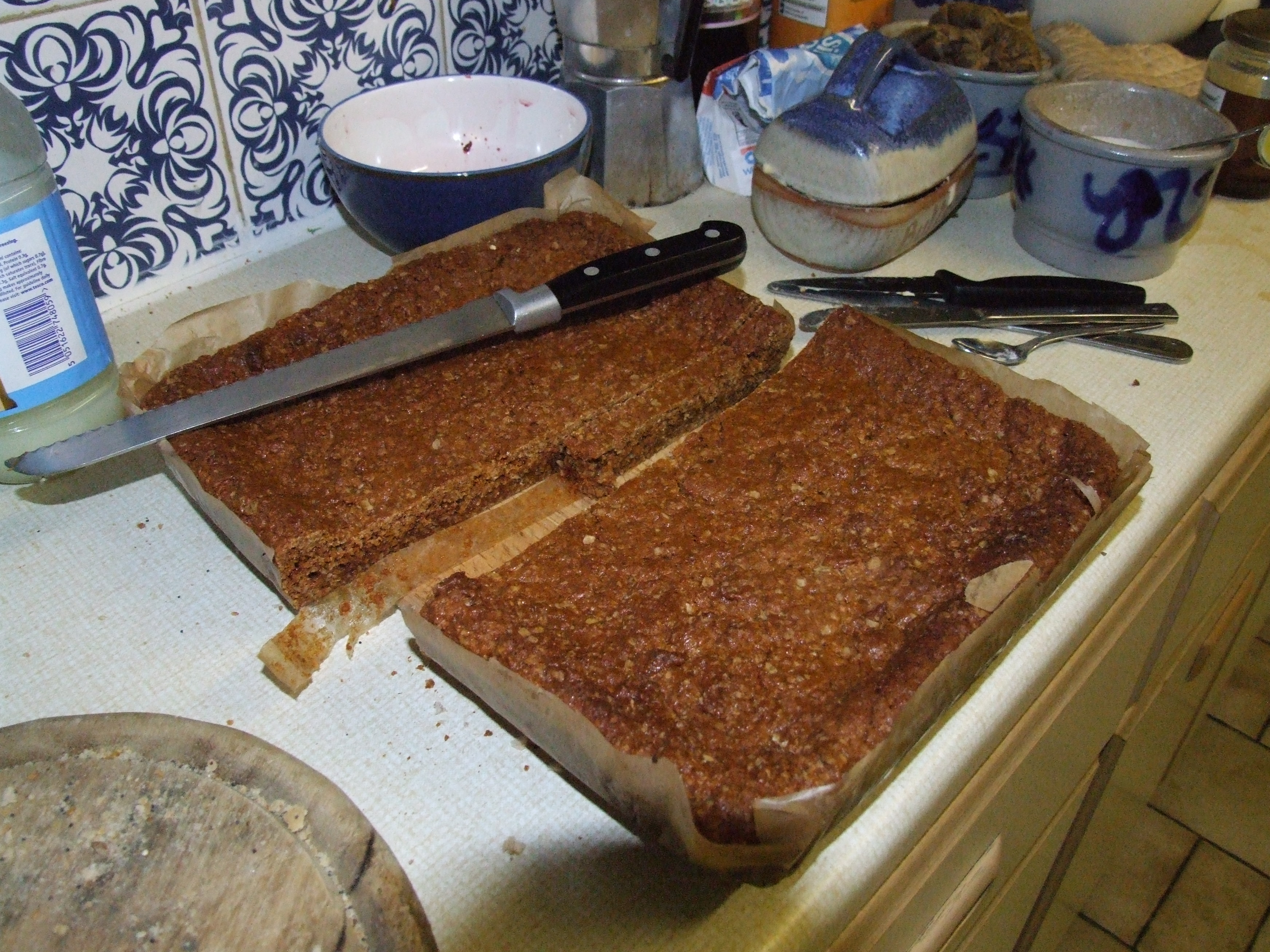
Parkin de Lancashire recién salido del horno
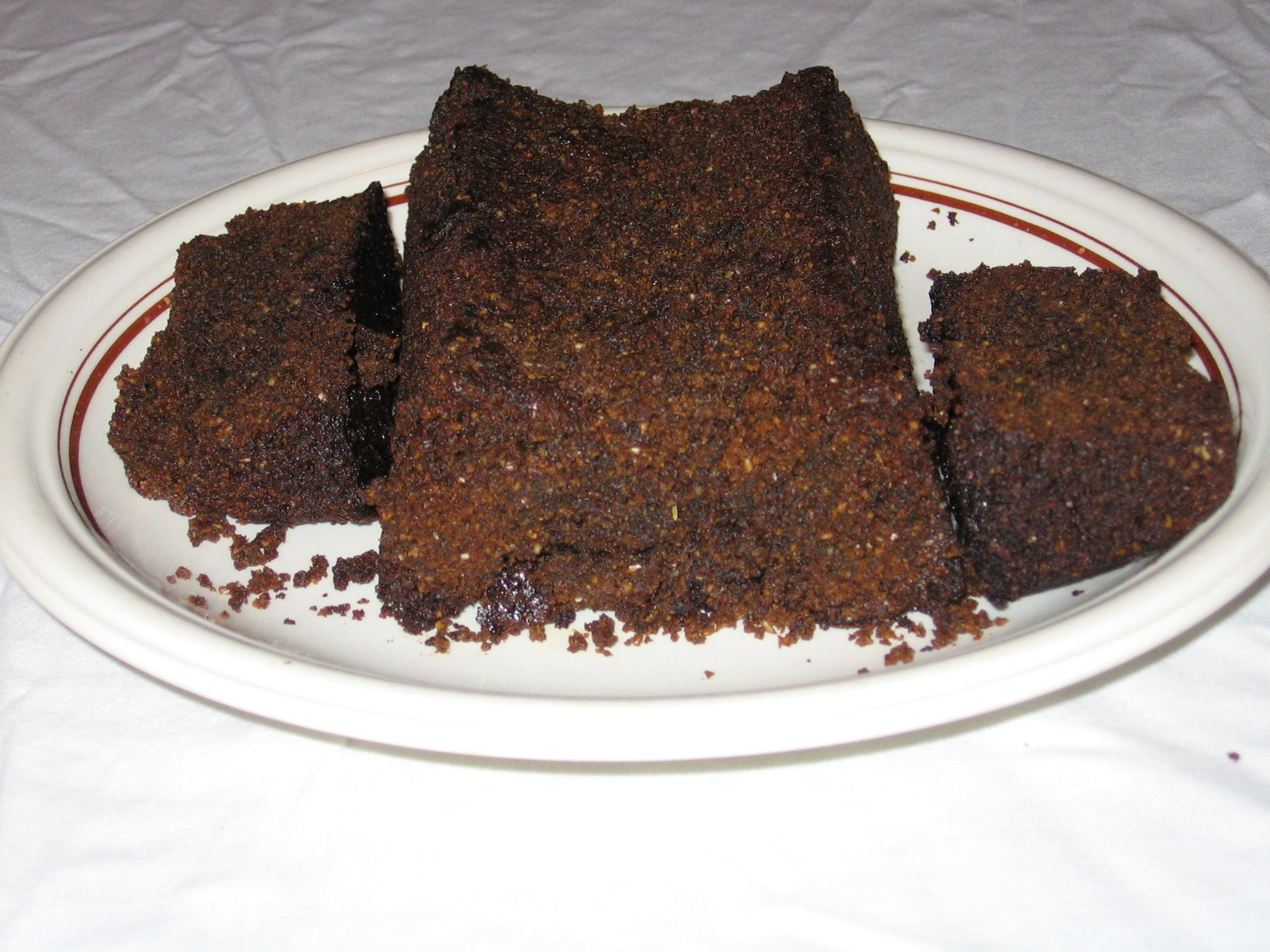
Con más melaza o azúcar moreno, el parkin adquiere un color oscuro